# Brasil Tennis Cup 2016 - Qualificazioni singolare
Le qualificazioni del singolare femminile della Brasil Tennis Cup 2016 sono state un torneo di tennis preliminare per accedere alla fase finale della manifestazione. Le vincitrici dell'ultimo turno sono entrate di diritto nel tabellone principale. In caso di ritiro di una o più giocatrici aventi diritto a queste sono subentrati le lucky loser, ossia le giocatrici che hanno perso nell'ultimo turno ma che avevano una classifica più alta rispetto alle altre partecipanti che avevano comunque perso nel turno finale.

## Teste di serie
Le prime due teste di serie hanno ricevuto un bye per l'ultimo turno
1. Montserrat González (qualificata)
2. Réka Luca Jani (qualificata)
3. Nadia Podoroska (qualificata)
4. Valeriya Solovyeva (qualificata)
5. Ljudmyla Kičenok (ultimo turno, lucky loser)
6. Renata Zarazúa (qualificata)

1. Laura Pigossi (ultimo turno, lucky loser)
2. Nadežda Kičenok (qualificata)
3. Harmony Tan (primo turno)
4. Emily Webley-Smith (ultimo turno, lucky loser)
5. Guadalupe Pérez Rojas (primo turno)
6. Nathaly Kurata (ultimo turno)

## Qualificate
1. Montserrat González
2. Réka Luca Jani
3. Nadia Podoroska

1. Valeriya Solovyeva
2. Nadežda Kičenok
3. Renata Zarazúa

### Lucky loser
1. Ljudmyla Kičenok
2. Laura Pigossi

1. Emily Webley-Smith
2. Martina Capurro Taborda

## Tabellone

### Legenda
| - Q = Qualificato - WC = Wild card - LL = Lucky loser | - ALT = Alternate - SE = Special Exempt - PR = Protected Ranking | - w/o = Walkover - r = Ritirato - d = Squalificato |

### Sezione 1
|  | Primo turno | Primo turno             | Primo turno             | Primo turno | Primo turno |  |  | Ultimo turno | Ultimo turno            | Ultimo turno | Ultimo turno | Ultimo turno |  |
|  |             |                         |                         |             |             |  |  |              |                         |              |              |              |  |
|  |             |                         |                         |             |             |  |  |              |                         |              |              |              |  |
|  |             |                         |                         |             |             |  |  | 1            | Montserrat González     | 3            | 7            | 7            |  |
|  |             | Martina Capurro Taborda | Martina Capurro Taborda | 7           | 6           |  |  |              | Martina Capurro Taborda | 6            | 5            | 5            |  |
|  | 9           | Harmony Tan             | Harmony Tan             | 65          | 1           |  |  |              |                         |              |              |              |  |

### Sezione 2
|  | Primo turno | Primo turno     | Primo turno | Primo turno | Primo turno |  |  | Ultimo turno | Ultimo turno   | Ultimo turno | Ultimo turno | Ultimo turno |  |
|  |             |                 |             |             |             |  |  |              |                |              |              |              |  |
|  |             |                 |             |             |             |  |  |              |                |              |              |              |  |
|  |             |                 |             |             |             |  |  | 2            | Réka Luca Jani | 3            | 6            | 6            |  |
|  |             | Nika Kukharchuk | 4           | 6           | 1           |  |  | 7            | Laura Pigossi  | 6            | 3            | 1            |  |
|  | 7           | Laura Pigossi   | 6           | 1           | 6           |  |  |              |                |              |              |              |  |

### Sezione 3
|  | Primo turno | Primo turno            | Primo turno            | Primo turno | Primo turno |  |  | Ultimo turno | Ultimo turno       | Ultimo turno       | Ultimo turno | Ultimo turno |  |
|  |             |                        |                        |             |             |  |  |              |                    |                    |              |              |  |
|  | 3           | Nadia Podoroska        | Nadia Podoroska        | 7           | 6           |  |  |              |                    |                    |              |              |  |
|  |             | Carolina Alves         | Carolina Alves         | 5           | 2           |  |  | 3            | Nadia Podoroska    | Nadia Podoroska    | 6            | 6            |  |
|  | WC          | Flávia Guimarães Bueno | Flávia Guimarães Bueno | 64          | 1           |  |  | 10           | Emily Webley-Smith | Emily Webley-Smith | 2            | 2            |  |
|  | 10          | Emily Webley-Smith     | Emily Webley-Smith     | 7           | 6           |  |  |              |                    |                    |              |              |  |

### Sezione 4
|  | Primo turno | Primo turno              | Primo turno              | Primo turno | Primo turno |  |  | Ultimo turno | Ultimo turno       | Ultimo turno       | Ultimo turno | Ultimo turno |  |
|  |             |                          |                          |             |             |  |  |              |                    |                    |              |              |  |
|  | 4           | Valeriya Solovyeva       | Valeriya Solovyeva       | 6           | 6           |  |  |              |                    |                    |              |              |  |
|  | WC          | Marcela Bueno            | Marcela Bueno            | 0           | 0           |  |  | 4            | Valeriya Solovyeva | Valeriya Solovyeva | 6            | 6            |  |
|  | WC          | Lara Teodoro de Oliveira | Lara Teodoro de Oliveira | 1           | 0           |  |  | 12           | Nathaly Kurata     | Nathaly Kurata     | 2            | 1            |  |
|  | 12          | Nathaly Kurata           | Nathaly Kurata           | 6           | 6           |  |  |              |                    |                    |              |              |  |

### Sezione 5
|  | Primo turno | Primo turno      | Primo turno      | Primo turno | Primo turno |  |  | Ultimo turno | Ultimo turno     | Ultimo turno     | Ultimo turno | Ultimo turno |  |
|  |             |                  |                  |             |             |  |  |              |                  |                  |              |              |  |
|  | 5           | Ljudmyla Kičenok | Ljudmyla Kičenok | 6           | 6           |  |  |              |                  |                  |              |              |  |
|  |             | Luisa Stefani    | Luisa Stefani    | 3           | 2           |  |  | 5            | Ljudmyla Kičenok | Ljudmyla Kičenok | 3            | 2            |  |
|  | WC          | Nathalia Rossi   | Nathalia Rossi   | 1           | 4           |  |  | 8            | Nadežda Kičenok  | Nadežda Kičenok  | 6            | 6            |  |
|  | 8           | Nadežda Kičenok  | Nadežda Kičenok  | 6           | 6           |  |  |              |                  |                  |              |              |  |

### Sezione 6
|  | Primo turno | Primo turno            | Primo turno            | Primo turno | Primo turno |  |  | Ultimo turno | Ultimo turno           | Ultimo turno | Ultimo turno | Ultimo turno |  |
|  |             |                        |                        |             |             |  |  |              |                        |              |              |              |  |
|  | 6           | Renata Zarazúa         | Renata Zarazúa         | 6           | 6           |  |  |              |                        |              |              |              |  |
|  |             | Fiona Codino           | Fiona Codino           | 3           | 0           |  |  | 6            | Renata Zarazúa         | 4            | 6            | 6            |  |
|  | WC          | Ingrid Gamarra Martins | Ingrid Gamarra Martins | 6           | 6           |  |  | WC           | Ingrid Gamarra Martins | 6            | 4            | 4            |  |
|  | 11          | Guadalupe Pérez Rojas  | Guadalupe Pérez Rojas  | 3           | 4           |  |  |              |                        |              |              |              |  |